# Эндрюс, Вирджиния
Клео Вирджиния Эндрюс (англ. Cleo Virginia Andrews; 6 июня 1923, Портсмут, Виргиния, США — 19 декабря 1986, Верджиния-Бич, Виргиния, США) — американская писательница, романистка, художник и иллюстратор.
Сюжеты романов Эндрюс вращаются вокруг семейных тайн и запретной любви, часто затрагивают тему добровольного инцеста, чаще всего между братьями и сестрами. Часто в ее произведениях затрагивается тема богатства и бедности. Самый известный роман-бестселлер Вирджинии Эндрюс — «Цветы на чердаке» (1979) (первая книга саги о семье Долларгенджеров).
Романы Эндрюс были успешны и популярны. После смерти писательницы ее наследники наняли писателя (тогда он работал школьным учителем) Эндрю Найдермана, чтобы он дописал ее книги с помощью рукописей и заметок Эндрюс. Книги выходили под псевдонимом «В. К. Эндрюс» (совместный псевдоним Вирджинии Эндрюс и Эндрю Найдермана). Неизвестно, сколько именно книг писательница оставила незаконченными. Книги Вирджинии Эндрюс были переведены на чешский, французский, итальянский, немецкий, испанский, голландский, японский, корейский, турецкий, греческий, финский, венгерский, шведский, польский, португальский, литовский, китайский, русский и иврит.

## Биография
Эндрюс родилась 6 июня 1923 года в Портсмуте, штат Вирджининия. Она была младшим ребенком и единственной дочерью Лилиан Лилноры (Паркер), телефонистки, и Уильяма Генри Эндрюс, изготовителя инструментов и штампов. У нее было два старших брата, Уильям-младший и Юджин. Свое детство она провела в Портсмуте, а также жила в Рочестере штата Нью-Йорк. Училась в средней школе Вудро Вильсона.
В подростковом возрасте Вирджиния случайно упала в школе с лестницы, что привело к серьезной травме спины. Ей сделали операцию, но она оказалась неудачной. Эндрюс так же страдала от калечащего артрита. Большую часть жизни Эндрюс провела в инвалидной коляске или на костылях. В пятнадцать лет юная Вирджиния выиграла стипендию, написав пародию на сборник поэтических произведений Альфреда Теннисона «Идиллии короля». Девушка также интересовалась живописью. После окончания школы Эндрюс смогла закончить четырехлетний заочный курс рисования и вскоре стала успешным коммерческим художником, иллюстратором и портретистом.
В 1957 году умер ее отец от сердечного приступа. После его смерти Эндрюс с матерью переехали в Манчестер (штат Миссури). Вирджиния помогала обеспечивать себя и свою мать, работая коммерческой художницей. Она так же писала портреты и была модным иллюстратором. Это искусство приносило прибыль, однако не давало творческого удовлетворения. Вирджиния начала тайно писать. В 1972 году она написала свой первый роман «Боги зеленой горы», научно-фантастическое произведение, которое оставалось неопубликованным в течение ее жизни, но было выпущено в виде электронной книги в 2004 году. С 1972 по 1979 годы она написала девять романов и двадцать рассказов. Первым был опубликован рассказ «Я спала с моим дядей в первую брачную ночь» в журнале «Pulp confession».
Роман «Одержимый», предложенный Вирджинией в 1979 году, издательство попросило подправить и доделать. Она написала новый план за один вечер и за две недели написала роман «Цветы на чердаке» (первая книга саги о семье Долларгенджеров). Издательство заплатило аванс в размере 7500 долларов. Роман мгновенно стал популярным и всего за две недели занял первое место в списке бестселлеров. В следующем году было опубликовано продолжение, роман «Лепестки на ветру». Вторая книга оставалась в списке бестселлеров «Нью-Йорк Таймс» в течение 19 недель. Два первых романа Энрюс разошлись тиражом более 7 миллионов экземпляров всего за два года. Третий роман о Долларгенджерах «Сквозь тернии»
(в др. пер. «Розы на руинах») вышел в 1981 году. В 1982 году Эндрюс выпустила единственный самостоятельный роман «Моя милая Аудрина», а два года спустя вышла четвертая книга — «Семена прошлого».
Мне кажется, я рассказываю потрясающе хорошую историю. И я не слишком отвлекаюсь от него в описательном материале. Когда я читаю, если книга не вызывает у меня интереса к тому, что будет дальше, я откладываю ее и не заканчиваю. Поэтому я никому не позволю положить одну из моих книг и не закончить ее. Мои вещи очень быстро читаются.Вирджиния Эндрюс о книге «Лица страха», 1985 год
Умерла от рака молочной железы в возрасте 63 лет.

### Серия «Доллангенджеры»
Первая серия романов Эндрюс была опубликована в 1979—1986.
«Цветы на чердаке» и «Лепестки на ветру» сосредоточены на детях: Крисе, Кэти, Кори и Кэрри, которые, потеряв своего отца в результате несчастного случая, были заключены в тюрьму на чердаке своей матерью и бабушкой. В романе рассказывается об их заключении, смерти одного ребенка, побеге и дальнейшей жизни остальных. Главными героями третьего и четвертого романа становятся сыновья Кэти. Роман «Сад теней» — это приквел, который рассказывает историю бабушки и дедушки.
- Цветы на чердаке (1979)
- Лепестки на ветру (1980)
- Сквозь тернии (1981)
- Семена прошлого (1984)
- Сад теней (1986) (Авторы В. К. Эндрюс и Эндрю Нейдерман[англ.])

### Моя милая Одрина
- Моя милая Одрина[англ.] (1982) — единственный самостоятельный (вне серий) роман, опубликованный при жизни автора.

### Серия «Кастилы»
Серия из пяти романов, которые были опубликованы в 1985—1990. Только первые две появились перед ее смертью. Эта серия прослеживает жизнь семьи Западной Вирджинии. В первых трех книгах главная героиня — молодая девушка Хевен, в четвертой — ее дочь Энни, а последний роман о Ли, ее матери.
- Хевен[англ.] (1985)
- Темный Ангел[англ.] (1986)
- Падшие сердца[англ.] (1988) (начала Эндрюс, закончил Нейдерман)
- Врата Рая[англ.] (1989) (начала Эндрюс, закончил Нейдерман)
- Паутина грез[англ.] (1990) (начала Эндрюс, закончил Нейдерман)

### Серия «Катлеры»
Эта серия была полностью написана Нейдерманом. Она описывает почти 80-летнюю историю семьи Катлер. Первые три книги — «Рассвет», «Секреты утра» и «Дитя заката» — написаны от лица Дон, главной героини. «Шепот в ночи» рассказывает о судьбе Кристи, дочери Дон. «Долгая ночь» — последняя книга в серии, — рассказывает о жизни бабушки Дон, Лилиан.
- Рассвет[англ.] (1990)
- Тайны утра[англ.] (1991)
- Дитя сумерек[англ.] (1992)
- Полуночный Шепот[англ.] (1992)
- Долгая ночь[англ.] (1993)

### Серия «Лэндри»
Эта серия романов Эндрю Нейдермана сосредоточена на семье Лэндри: Руби Лэндри, ее дочери Перл и матери Руби, Габриэль. Романы о семье Лэндри были опубликованы в период с 1994 по 1996 год.
- Руби (1994)
- Жемчужина в тумане (Свет в ночи) (1994)
- Все, что блестит (1995)
- Hidden Jewel (1995)
- Tarnished Gold (1996)

### Logan Family
- Melody (1996)
- Heart Song (1997)
- Unfinished Symphony (1997)
- Music in the Night (1998)
- Olivia (1998)

### Orphans
- Butterfly (1998)
- Crystal (1998)
- Brooke (1998)
- Raven (1998)
- Runaways (1998)
- The Orphans (omnibus) (1999)

### Wildflowers
- Misty (1999)
- Star (1999)
- Jade (1999)
- Cat (1999)
- Into the Garden (1999)
- The Wildflowers (omnibus) (2001)

### Hudson Family
- Rain (2000)
- Lightning Strikes (2000)
- Eye of the Storm (2000)
- The End of the Rainbow (2001)

### Shooting Stars
- Cinnamon (2000)
- Falling Stars (2001)
- Ice (2001)
- Rose (2001)
- Honey (2001)
- Shooting Stars Omnibus (omnibus) (2002)

### DeBeers
- Willow (2002)
- Wicked Forest (2002)
- Twisted Roots (2002)
- Into the Woods (2002)
- Hidden Leaves (2003)

### Broken Wings
- Broken Wings (2003)
- Midnight Flight (2003)

### Gemimi
- Celeste (2004)
- Black Cat (2004)
- Child of Darkness (2005)

### Shadow
- April Shadows (2005)
- Girl in the Shadows (2006)

### Early Spring
- Broken Flower (2006)
- Scattered Leaves (2007)

### Secrets
- Secrets in the Attic (2007)
- Secrets in the Shadows (2008)

### Delia
- Delia’s Crossing (2008)
- Delia’s Heart (2008)
- Delia’s Gift (2009)

### Heavenstone
- The Heavenstone Secrets (2009)
- Secret Whispers Novels (2010)
- Daughter of Darkness 2011 — Family Storms (2011)

### Omnibus
- Three Complete Novels: Heaven, Dawn, Ruby (1997)

## Экранизации
- Цветы на чердаке (1987)
- Дождь[англ.] (2006)
- Цветы на чердаке (2014)
- Лепестки на ветру[англ.] (2014)
- Сквозь тернии[англ.] (2015)
- Семена прошлого[англ.] (2015)
- Моя милая Одрина (2016)
- Хевен, дочь Ангела (2019)
- Падшие сердца (2019)
- Паутина грез (2019)
- Врата рая (2019)
- Темный ангел (2019)